# 캔버라 멜바 코플런드 세컨더리 스쿨
캔버라 멜바 코플런드 세컨더리 스쿨(Canberra Melba Copland Secondary School)은 오스트레일리아 캔버라의 개신교 계파 사립 6년제 초등학교이다. 1978년 오스트레일리아 캔버라에서 첫 개교되어 현재에 이르고 있다.